# Edith Olsen
Edith Schwartz-Olsen f. Nielsen (født 4. oktober 1901 på Christianshavn, død 17. marts 1996 i København) var en dansk fagforeningsformand i Kvindeligt Arbejderforbund(KAD) mellem 1948-1971.

## Opvækst og familieliv
Edith Olsen voksede op på Christianshavn som den næstyngste i en søskendeflok på ni. Hjemmet var et beskedent arbejderhjem, hvor økonomien var stram, selvom hendes far, som var skibstømrer, efter datidens forhold tjente godt.
Som syvårig havde Edith Olsen ved siden af sin skolegang to pladser som bybud, og efter sin konfirmation blev hun sendt ud for at tjene.
20. februar 1937 blev Edith Olsen gift med slagter Hans Peter Marius Olivert Schwartz-Olsen. Sammen fik de i 1938 datteren Inga.

## Arbejdsliv
Edith Olsen blev medlem af KAD i 1926, samme år som hun begyndte at arbejde på rebslageriet Jacob Holm & Sønner. I 1930 blev hun valgt som tillidsrepræsentant for virksomhedens 250 KAD-medlemmer. Hun blev medlem af afdelingsbestyrelsen i 1935 og året efter, i 1936, blev hun valgt til afdelingens faglige sekretær. Få måneder senere blev hun afdelingsformand. 
I 1938 blev Edith Olsen medlem af hovedbestyrelsen i KAD. På opfordring af daværende forbundsformand Fanny Jensen blev Edith Olsen i 1941 faglig sekretær i KAD, og i 1947 blev hun valgt til næstformand. Året efter, i 1948, vælges Fanny Jensen til Folketinget og udnævnes til minister. På Fanny Jensens anbefaling vælges Edith Olsen til ny forbundsformand, og bestrider posten indtil 1971. Ved sin afgang i 1971 udnævnes hun til æresmedlem i KAD.

## Mærkesager
Edith Olsens mærkesag var lige løn for lige arbejde. Især ligeløn for de lavtlønnede, ufaglærte kvinder. I 1950erne og 1960erne var et af de centrale krav fra KAD indførelse af lige løn for lige arbejde. Kravet om ligeløn blev fremsat 1945 og i 1951 lykkedes det at få det med i de generelle overenskomstforhandlinger. I 1969 fik kvinderne samme dyrtidstillæg som mændene. 
Edith Olsen opnåede ikke selv at komme igennem med kravet om ligeløn i sin tid som formand. Det lykkedes først for hendes efterfølger, Toni Grøn, i 1973.
Edith Olsen er begravet på Vestre Kirkegård.